# Gornja Vrela
Gornja Vrela (cyr. Горња Врела) – wieś w Bośni i Hercegowinie, w Republice Serbskiej, w gminie Brod. W 2013 roku liczyła 51 mieszkańców.